# Barbora Špotáková
Barbora Špotáková (Jablonec nad Nisou, Checoslovaquia, 30 de junio de 1981) es una deportista checa que compite en atletismo, especialista en la prueba de lanzamiento de jabalina.
Participó en cinco Juegos Olímpicos de Verano, entre los años 2004 y 2020, obteniendo tres medallas, oro en Pekín 2008, oro en Londres 2012 y bronce en Río de Janeiro 2016.
Ganó cuatro medallas en el Campeonato Mundial de Atletismo entre los años 2007 y 2017, y cuatro medallas en el Campeonato Europeo de Atletismo entre los años 2006 y 2022.
En septiembre de 2008 estableció un nuevo récord mundial de su especialidad (72,28 m).

## Palmarés internacional
| Juegos Olímpicos   | Juegos Olímpicos        | Juegos Olímpicos  | Juegos Olímpicos |
| Año                | Lugar                   | Medalla           | Prueba           |
| ------------------ | ----------------------- | ----------------- | ---------------- |
| 2008               | Pekín (China)           | Medalla de oro    | Jabalina         |
| 2012               | Londres (Reino Unido)   | Medalla de oro    | Jabalina         |
| 2016               | Río de Janeiro (Brasil) | Medalla de bronce | Jabalina         |
| Campeonato Mundial |                         |                   |                  |
| Año                | Lugar                   | Medalla           | Prueba           |
| 2007               | Osaka (Japón)           | Medalla de oro    | Jabalina         |
| 2009               | Berlín (Alemania)       | Medalla de plata  | Jabalina         |
| 2011               | Daegu (Corea del Sur)   | Medalla de oro    | Jabalina         |
| 2017               | Londres (Reino Unido)   | Medalla de oro    | Jabalina         |
| Campeonato Europeo |                         |                   |                  |
| Año                | Lugar                   | Medalla           | Prueba           |
| 2006               | Gotemburgo (Suecia)     | Medalla de plata  | Jabalina         |
| 2010               | Barcelona (España)      | Medalla de bronce | Jabalina         |
| 2014               | Zúrich (Suiza)          | Medalla de oro    | Jabalina         |
| 2022               | Múnich (Alemania)       | Medalla de bronce | Jabalina         |